# Bruno Capponi
Bruno Capponi (Terni, 22 febbraio 1920 – Gualdo Tadino, 11 ottobre 1994) è stato un politico italiano,presidente della Provincia di Terni dal 1980 al 1985.

## Carriera politica
Bruno Capponi è stato un politico del Partito Socialista Italiano, già Vice Sindaco al Comune di Terni, Presidente della Provincia di Terni dal 1980 al 1985, in una giunta insieme alle altre forze della sinistra. Capponi fu esponente di rilievo del PSI. Per molti anni operaio della Società Terni, per poi affermarsi come dirigente locale e regionale del PSI. È stato anche un sindacalista, diventando segretario regionale della FIOM. 
Nel PSI assume anche la carica di segretario della federazione ternana e successivamente di quella regionale.
Consigliere comunale a Terni e dirigente di spicco del PSI, durante la sua presidenza il partito Socialista fu coinvolto in numerose divisioni politiche e lotte intestine: il 27 febbraio 1964, nel consiglio comunale di Terni si costituì ufficialmente in consiglio comunale il gruppo del PSIUP, il Partito Socialista Italiano di Unità Proletaria, nato dalla scissione avvenuta nel Psi dopo la costituzione del governo di centro sinistra insieme alla DC a livello nazionale a cui aderirono i socialisti Mario Benvenuti e avv. Sandro Parroni.
Nel 1975, alle elezioni amministrative locali a Terni il partito Socialista, sotto la guida di Capponi, ha una significativa crescita nei consensi di oltre il 4%: verrà confermato sindaco Dante Sotgiu mentre nella giunta comunale di Terni entrano 3 assessori Bruno Capponi, Bruno Galigani, Giampaolo Fatale e Giancarlo Onori, tutti del Psi insieme ai comunisti Mario Benvenuti, Giacomo Porrazzini, Paolo Modesti, Walter Mazzilli, Roberto Rischia e Gianni Tomassi.
Ebbe numerose responsabilità negli enti locali in Umbria e a Terni e fu anche presidente dell'Azienda Servizi Municipalizzati. A Terni è intitolata una via alla sua memoria.
Durante la presidenza di Bruno Capponi alla guida della Provincia di Terni furono promossi importanti eventi culturali, tra cui le celebrazioni per il 700° anniversario della nascita di San Francesco nel 1981 e, nel 1984, la visita ufficiale a Terni del Presidente della Repubblica Sandro Pertini.